# Ólafur Jóhann Sigurðsson
Ólafur Jóhann Sigurðsson, född 1918, död 1988, var en isländsk författare.

## Författarskap
Ólafur är mest känd för sina romaner som präglas av mystik och symbolism och hans episka prosa är mycket färgrik. 
År 1975 fick Ólafur Nordiska rådets litteraturpris för diktsamlingarna Að laufferjum (1972 och Að brunnum 1974) ("Vid färjor av löv" och "Vid brunnar"). Diktsamlingarna blev översatta till svenska under titeln Du minns en brunn (översättning Inge Knutsson, Cavefors, 1975).
Förutom diktsamlingarna finns även Bréf séra Böðvars och Mýrin heima översatta till svenska i en volym, Pastor Bödvars brev ; Myren därhemma (översättning Ingegerd Fries, Rabén & Sjögren,1978).

## Priser och utmärkelser
- Nordiska rådets litteraturpris 1976